# Bochalema (ort)
Bochalema är en ort i Colombia.   Den ligger i departementet Norte de Santander, i den norra delen av landet, 400 km norr om huvudstaden Bogotá. Bochalema ligger 1 069 meter över havet och antalet invånare är 2 511.
Terrängen runt Bochalema är kuperad åt nordost, men åt sydväst är den bergig. Bochalema ligger nere i en dal. Runt Bochalema är det ganska tätbefolkat, med 83 invånare per kvadratkilometer. Närmaste större samhälle är Chinácota, 5,1 km öster om Bochalema. I omgivningarna runt Bochalema växer i huvudsak städsegrön lövskog.